# إيلا يونغ
إيلا يونغ (بالأيرلندية: Ella Young) (و. 1867 – 1956 م) هي شاعرة، وكاتِبة، وأستاذة جامعية، وكاتبة أساطير، وكاتبة للأطفال، وروائية من جمهورية أيرلندا، والولايات المتحدة، ولدت في مقاطعة ليتريم، توفيت عن عمر يناهز 89 عاماً.

## التعليم
تعلمت في Royal University of Ireland ‏، وكلية الثالوث في دبلن.

## روابط خارجية
- إيلا يونغ على موقع ميوزك برينز (الإنجليزية)
- إيلا يونغ على موقع ديسكوغز (الإنجليزية)